# Birieux
Birieux település Franciaországban, Ain megyében. Lakosainak száma 280 fő (2022. január 1.). Birieux Joyeux, Lapeyrouse, Le Montellier, Montluel, Saint-Marcel, Versailleux és Villars-les-Dombes községekkel határos.

## Népesség
A település népességének változása:
| Lakosok száma | 110  | 102  | 125  | 211  | 280  | 287  | 283  | 283  | 285  | 280  |
|               | 1968 | 1982 | 1990 | 2006 | 2013 | 2015 | 2017 | 2019 | 2020 | 2022 |